# Elle est terrible
Pour plus de détails, voir Fiche technique et Distribution.
Elle est terrible (La voglia matta littéralement "Le désir fou") est un film italien réalisé par Luciano Salce et sorti en 1962

## Synopsis
Antonio Berlinghieri (Ugo Tognazzi), un ingénieur de quarante ans séparé de son épouse, roule rendre visite à son fils placé en pension. Sur la route, il dépanne une bande de jeunes allant passer le week-end au bord de la mer. Dans cette bande, dont les membres n'attirent pas vraiment la sympathie, il remarque Francesca (Catherine Spaak) qui s'amuse à le provoquer. Notre ingénieur tombe sous le charme et intègre le groupe, ne voulant pas perdre de vue cette jolie jeune fille et se nourrissant d'illusions, allant même jusqu'à supporter les humiliations que lui fait subir le groupe. Le week-end terminé, Antonio se retrouve seul, ses illusions perdues.

## Fiche technique
- Titre original : La voglia matta
- Titre français : Elle est terrible
- Réalisateur : Luciano Salce
- Assistants réalisateurs : 1) Emilio Miraglia / 2) Marcello Pandolfi
- Scénaristes : Castellano et Pipolo, Luciano Salce
- Musique : Ennio Morricone / chanson « Sassi » écrite et interprétée par Gino Paoli
- Décors :Nedo Azzini
- Costumes : Giuliano Papi
- Photographie : Erico Menczer
- Son : Raffaele Del Monti
- Montage : Roberto Cinquini
- Production : Isidoro Broggi, Renato Libassi
- Sociétés de production : Dino de Laurentiis Cinematografica,  Lux Film, *Umbria Film
- Dates de sortie
  - Italie : 24 mars 1962
  - France : 14 décembre 1963
- Durée : 110 min
- Format : noir et blanc
- Genre : comédie

## Distribution
- Ugo Tognazzi : l'ingénieur Antonio Berlinghieri
- Catherine Spaak : Francesca, doublé par la voix de Maria Pia Di Meo dans la version originale
- Gianni Garko : Piero
- Fabrizio Capucci : Enrico
- Luciano Salce : Bisigato
- Franco Giacobini : Carlo Alberghetti
- Beatrice Altariba : Silvana
- Oliviero Prunas : Veniero
- Margherita Girelli : Marina
- Jimmy Fontana : Jimmy
- Diletta D'Andrea : Maria Grazia
- Stelvio Rosi : l'ami blond de Francesca
- Corrado Pantanella : Flavio
- Lilia Neyung : la "chinoise"
- Edy Biagetti : le médecin
- Carlo Pes : le guitariste
- Salvo Libassi : le pompiste
- Jimmy il Fenomeno : un soldat italien en Afrique
- Margherita Patti
- Elisabetta Marlo Rota
- Donatella Ferrara
- Dori Hassan (Dory Hessan)
- Orfeo Bregliozzi
- Maria Marchi

## Autour du film
- Le film a eu des problèmes en Italie avec la censure et est sorti avec une interdiction pour les moins de 14 ans.
- La dernière chanson du film est une samba nocturne chantée en costume de carnaval par la bande entière, elle se nomme Brigitte Bardot, est interprétée par Jorge Veiga et connu un succès international à l'époque.
- Le film est sorti en France en DVD en 2014 dans la collection "Les maîtres italiens" chez SNC (groupe M6)